# Os Anjos Cantam
Os Anjos Cantam é o segundo álbum de estúdio da dupla sertaneja Jorge & Mateus, lançado em 16 de março de 2015 pela Som Livre. O repertório é formado por canções românticas que ressaltam a essência da dupla.
 O projeto foi o último da dupla produzido por Dudu Borges, e segundo o próprio, "dos projetos que fizemos juntos, esse é o que sinto que estamos mais satisfeitos, seguros e em paz, pela verdade que colocamos em cada música". Recebeu certificação de platina por seu bom desempenho nas vendas físicas, que somaram cerca de 500 mil cópias vendidas.

## Antecedentes
As gravações do álbum iniciaram em 2013. De uma lista de 100 músicas, foram escolhidas 17 para o repertório. Em 4 de outubro do mesmo ano, ainda antes do lançamento do álbum ao vivo Live In London - At The Royal Albert Hall, foi lançado o primeiro single "Logo Eu". Segundo Mateus, o trabalho foi gravado no período dos últimos 12 meses.  O trabalho traz sonoridades diferentes em algumas faixas, que foram comparadas às do cantor americano John Mayer.

## Lista de Faixas
| N.º            | Título                    | Compositor(es)                                                    | Duração |  |
| 1.             | "Intro"                   |                                                                   | 0:52    |  |
| 2.             | "31/12"                   | Jorge Mateus Dudu Borges Neto Schaefer                            | 4:23    |  |
| 3.             | "Os Anjos Cantam"         | Magno Santanna Tierry                                             | 3:17    |  |
| 4.             | "Nocaute"                 | André Vox Samuel Deolli                                           | 2:47    |  |
| 5.             | "A Hora, o Dia e o Lugar" | Maraisa Nivardo Paz                                               | 3:00    |  |
| 6.             | "Se Disser Bye Bye"       | Rogério Lopes Cleber Show Jonas Alves                             | 2:49    |  |
| 7.             | "Como Não Me Apaixonar"   | Diego de Souza Juliano de Freitas Lucas Freitas                   | 4:00    |  |
| 8.             | "Idas e Voltas"           | Jorge                                                             | 3:58    |  |
| 9.             | "Logo Eu"                 | S. Deolli Filipe Labret                                           | 2:35    |  |
| 10.            | "Coisas de Quem Ama"      | Jorge D. Borges Matheus Aleixo                                    | 4:13    |  |
| 11.            | "Não Tem Comparação"      | D. Souza J. Freitas                                               | 3:08    |  |
| 12.            | "Calma"                   | Marília Mendonça Daniel Rodrigues Ednan Willian Elcio Di Carvalho | 3:07    |  |
| 13.            | "O Que Eu Tava Falando"   | Maraisa Daniel Rangel Juliano Tchula M. Mendonça                  | 3:55    |  |
| 14.            | "Fica Só Um Pouco Mais"   | César Lemos Karla Aponte                                          | 3:09    |  |
| 15.            | "Maneira Errada"          | Maiara M. Mendonça J. Tchula Michel Alves                         | 2:50    |  |
| 16.            | "Vai Entender"            | Israel Novaes                                                     | 2:47    |  |
| 17.            | "É Amor"                  | R. Lopes C. Show J. Alves                                         | 2:52    |  |
| Duração total: | Duração total:            | Duração total:                                                    | 53:42   |  |

## Desempenho nas paradas
| Paradas (2015)               | Melhor posição |
| ---------------------------- | -------------- |
| Brasil (TOP 20 Semanal ABPD) | 1              |
| Brasil (iTunes Album Chart)  | 1              |